# 유럽 고속도로 584호선
유럽 고속도로 584호선(European route E584)은 우크라이나의 폴타바에서 루마니아의 슬로보지아까지 이르는 B-클래스급 고속도로로, 총 연장은 938 km이다.

## 경로
- 우크라이나
  - 폴타바 (E85)
  - 올렉산드리야 (E58)
  - 오크니(영어판)
  - 크로피우니츠키
- 몰도바
  - 키시너우
  - 주르줄레슈티(영어판, 러시아어판)
- 루마니아
  - 갈라치
  - 슬로보지아